# لیک هیلز استیتس (کالیفرنیا)
لیک هیلز استیتس (به انگلیسی: Lake Hills Estates) یک منطقهٔ مسکونی در ایالات متحده آمریکا است که در شهرستان ال دورادو، کالیفرنیا واقع شده‌است. لیک هیلز استیتس ۱۴۹ متر بالاتر از سطح دریا واقع شده‌است.